# Rockit (sito web)
Rockit.it è una rivista on-line e comunità virtuale incentrata sulla musica italiana fondata nel maggio 1997. Dal 2019 il direttore editoriale è il giornalista Dario Falcini.
Rockit è anche una testata giornalistica registrata e il direttore responsabile è Stefano Bottura, autore e professore di Art direction di Eventi presso Istituto Moda e Design di Milano.

## Storia
Rockit è stato fondato il 23 maggio 1997 da Daniele Baroncelli e Giulio Pons. È stato tra i primi siti web italiani a tema musicale. Nasce come rivista e community online dove musicisti, lettori e addetti ai lavori possono registrarsi per conoscersi, scambiare opinioni e promuovere la propria musica.  Due anni più tardi istituisce un premio per valorizzare la community online della musica italiana e premiare "i migliori siti web musicali delle band" al Meeting delle Etichette Indipendenti di Faenza.
Nel 2005 la rivista crea il MI AMI Festival, un evento musicale milanese su più palchi che coinvolge alcuni artisti della scena musicale indipendente, tra cui Tre Allegri Ragazzi Morti e Offlaga Disco Pax.
Dal 2008, e per i quattro anni successivi, organizzò l'evento diffuso Maledetta Primavera, che si svolgeva contemporaneamente in diversi luoghi e locali in tutta Italia, a cui partecipano tra gli altri Marlene Kuntz, Linea 77 e Zen Circus.
Nel 2012, per celebrare i 20 anni dall'uscita del celebre album degli 883 Hanno ucciso l'uomo ragno, il sito rilasciò la compilation Con due deca dove 20 artisti della scena indie italiana realizzano cover degli 883, prendono parte a questo progetto artisti come I Cani, Ghemon, Colapesce, Dimartino e Dargen D'Amico. Sette anni dopo ha prodotto una cover del brano Stavo Pensando a te di Fabri Fibra, poi utilizzata nella serie Netflix Fedeltà.
Nel 2022 per celebrare i 25 anni della testata, Rockit produce con Lifegate un podcast, chiamato “Venticinque” per raccontare con le voci dei protagonisti l'ultimo quarto di secolo della musica italiana, raccontando come è cambiata la scena, il contesto e la fruizione della musica in Italia, dalle cantine alle vette delle classifiche. Tra gli artisti coinvolti Coma Cose, Massimo Pericolo, Verdena e Carmen Consoli.